# Mortirolopass
Der Mortirolopass (ital. Passo del Mortirolo; früher Foppapass, ital. Passo della Foppa) ist ein italienischer Alpenpass in der Lombardei. Er verbindet die Ortschaften Monno im Südosten und Mazzo di Valtellina im Westen. Die Scheitelhöhe beträgt 1852 m.
Ursprünglich lag der Mortirolopass einige hundert Meter weiter nördlich auf einer Höhe von 1892 m; der heutige Pass wurde als Passo della Foppa bezeichnet. Der nördlichere Weg verlor jedoch ebenso wie der Name des südlichen Weges an Bedeutung, und heute bezeichnet man den Scheitelpunkt der Passstraße als Passo del Mortirolo.

## Geschichte

### Neuzeit
Im späten Mittelalter begann die Blütezeit von Apricapass und Mortirolopass. Letzterer, damals noch als „Mortaroul“ bezeichnet, lag zwar höher als der Apricapass, konnte aber die Wegstrecke im Nord-Süd-Verkehr erheblich verkürzen. Besonders in Krisenzeiten, wenn man den leicht verletzlichen Apricapass umgehen wollte, wurde der Mortirolopass oft bevorzugt. Aus dem Jahre 1526 existiert ein Reisebericht einer venezianischen Gesandtschaft, die im Dezember den Mortirolopass überschritt. Dabei wurden sie von sechs einheimischen Männern begleitet, die das Eis aufbrachen und den hohen Schnee wegräumten, damit man mit den Reittieren gefahrlos vorwärtskam.
Noch heute können in Monno, dem eigentlichen Ausgangspunkt der Passreise, die gepflasterten Straßen aus dieser Zeit bestaunt werden. Von Monno zog der Weg gleichmäßig zur Passhöhe an; dieser Weg ist heute noch bis fast oben hinauf mit großen Waldbeständen gesäumt und kann als gut unterhaltene ‚Mulattiera‘ begangen werden. Da man annimmt, dass die Passhöhe selbst noch im 16. Jahrhundert bewaldet war, ermöglichte dies dem damaligen Reisenden eine große Sicherheit bei einer Überquerung, sodass der Mortirolo auch im Winter begangen werden konnte. Im 16. Jahrhundert ging die kurze Blüte des Mortirolos durch den Ausbau des Gaviapasses dem Ende entgegen. Daran konnte auch nicht viel ändern, dass die Anlieger versuchten, den Weg auszubessern.

### Moderne
Ein stärkerer Ausbau der Passstraße erfolgte, weil das italienische Militär in den Bergen zwischen Edola und dem oberen Veltlin umfangreiche Befestigungsanlagen anlegte, die entsprechende Anschluss- und Verbindungsstraßen benötigten. Die Militärstraßen rund um den Foppa hatten letztendlich nur eine geringe Bedeutung fürs Militär. Einzig am Ende des Zweiten Weltkrieges, als sich im Gebiet Partisanenverbände versteckt hielten, erlangten diese Straßen eine aktuelle Bedeutung für das Militär. Die Partisanen griffen aus dem Hinterhalt der Berge immer wieder die Deutschen im Tal an, besonders aber deren Transporte – die Deutschen nahmen dies nicht hin und veranstalteten regelrechte Treibjagden auf die Partisanen. So kam es am Mortirolo im Februar und nochmals im April 1945 zu Schlachten, bei denen die angegriffenen Partisaneneinheiten ihre Stellungen gegen eine deutsche Übermacht halten konnten.
In den 1960er- und 1970er-Jahren wurde das Projekt einer Fern-Reschen-Stilfser-Joch-Bahn erörtert. Gerade der südliche Zweig dieser völlig neuen Alpentransversale wies unterschiedliche Trassierungsmöglichkeiten auf. Eine dieser Varianten sah einen gut 9,5 km langen Tunnel unter dem Mortirolopass vor, der die Verbindung Bormio-Edolo auf direktem Wege herstellen sollte. Unter dem Stilfser Joch war von Bormio ausgehend ein 15,9 km langer Tunnel vorgesehen. Dieses Projekt wurde nicht realisiert. (→ Ortlerbahn)

### Gegenwart
Die Passstraße ist seit April 2021 erstmals Staatsstraße. In der Provinz Brescia war sie zuvor Provinzstraße SP81. Die brescianische Seite bekam die provisorische Nummer NSA (Nuova Strada ANAS) 597 und auf der Seite des Veltlin die provisorische Nummer NSA 591.
Sie ist durchgängig asphaltiert, stellenweise nur einspurig in der Fahrbahnbreite. Auf der Passhöhe befindet sich ein kleiner geschotterter Parkplatz.
Im Umfeld verbindet der Pass ein ganzes Netz von Wanderwegen und einfachen Fahrstraßen. Er stellt eine Alternativroute zwischen Apricapass und Gaviapass dar.
Wanderer können von Monno aus weitgehend auf einem Anfang dieses Jahrhunderts neu angelegten Saumweg von ein bis zwei Metern Breite wandern, der auf die Alp San Giacomo führt. Von dort verwischen sich die Spuren des alten Weges etwas, um sich auf Veltliner Seite ganz zu verlieren.

## Giro d’Italia

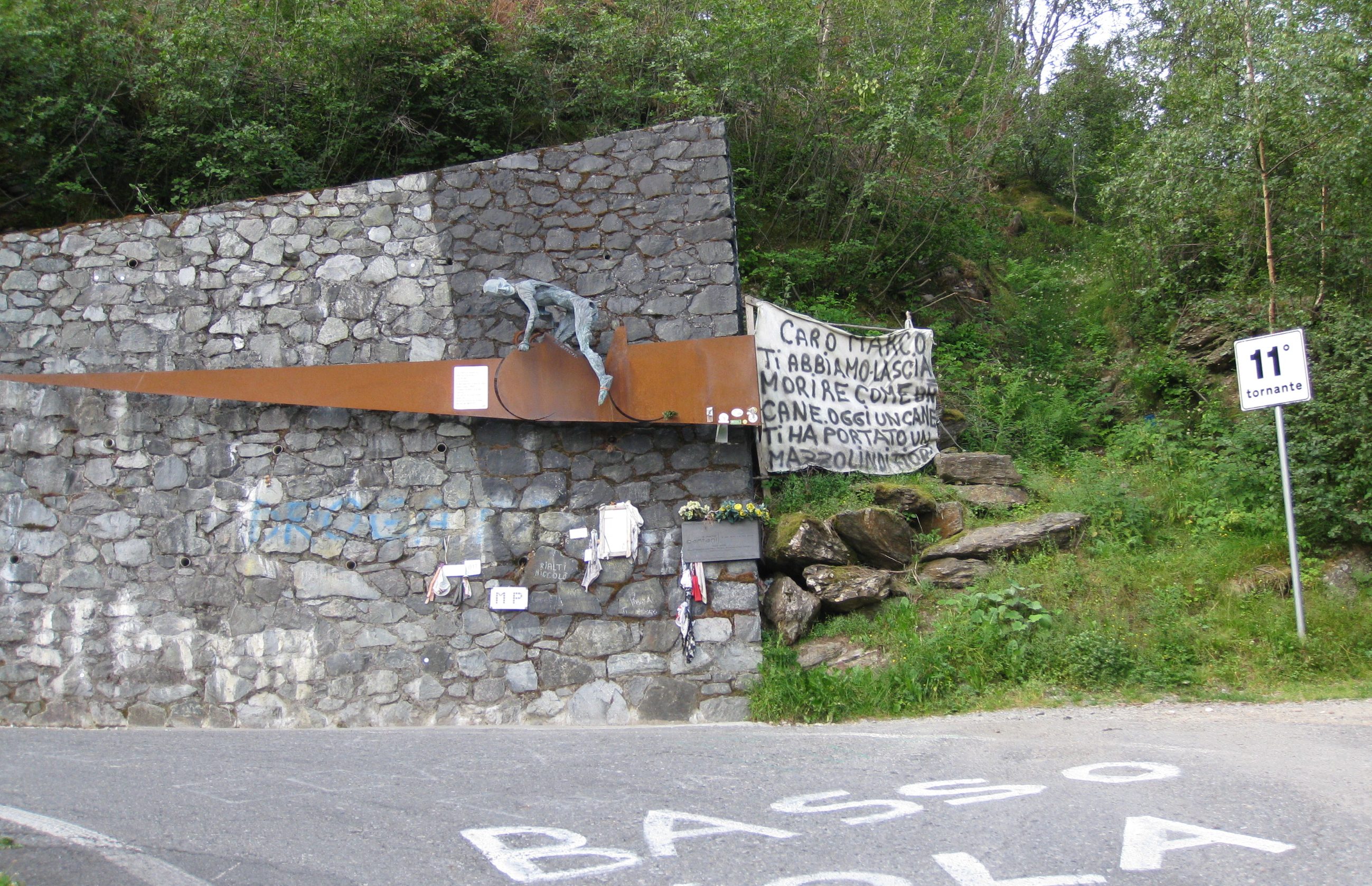
Memorial Pantani

Der Mortirolopass ist mit der Auffahrt von Mazzo di Valtellina seit 1990 etwa alle zwei Jahre Teil der Italien-Radrundfahrt Giro d’Italia. Mit einem durchschnittlichen Anstieg von 10,5 % über 12,4 km zählt er zu den Bergwertungen der 1. Kategorie. Insgesamt sind 1.300 Höhenmeter bei einer maximalen Steigung von 18 % zu überwinden.
Ein Denkmal für den verstorbenen Radrennfahrer Marco Pantani wurde im Jahr 2006 errichtet, fünf Kilometer unterhalb der Passhöhe. Bei Giro-Etappen wird für den ersten Fahrer ein spezieller Preis ausgelobt, der Cima Pantani.

### Geschichte
Der Mortirolopass gilt neben dem Stilfser Joch und Monte Zoncolan zu den bekanntesten Anstiegen des Giro d’Italia. Als Entdecker des Mortirolo gilt der Italiener Mario Cotelli, der in den Jahren zuvor der Trainer der italienischen Ski-Alpin-Nationalmannschaft gewesen war. Aufgrund von Schneefällen stellten die höheren Anstiege des Stilfser Joch und Gaviapass die Organisatoren der Italien-Rundfahrt immer wieder vor ungeplante Herausforderungen, sodass Mario Cotelli im Jahr 1988 zum damaligen Rennleiter Carmine Castellano meinte, er solle das Rennen stattdessen über den deutlich niedrigeren Mortirolopass führen. Am 8. September 1988 erkundeten die beiden am Morgen vor der Trofeo dello Scalatore die Westauffahrt von Mazzo di Valtellina, wobei Mario Cotelli von den hohen Steigungsprozenten fasziniert war. Da die Streckenführung des Giro d’Italia 1989 bereits feststand, wurde der Mortirolopass jedoch erst im Jahr 1990 befahren. Aufgrund von Vorschriften wurde damals die leichtere Ostauffahrt von Monno absolviert.
Die erste Befahrung des Mortirolopasses erfolgte im Jahr 1990 im Rahmen der 17. Etappe, die von Moena über 223 Kilometer nach Aprica führte. Nach dem Karerpass, Mendelpass und Tonalepass, stellte die Ostauffahrt von Monno die vorletzte Bergwertung dar, ehe der Schlussanstieg nach Aprica erfolgte. Als erster Fahrer überquerte damals der Venezolaner Leonardo Sierra die Passhöhe, ehe er in der steilen Abfahrt nach Mazzo di Valtellina zu Sturz kam, das Rennen jedoch fortsetzte und die Etappe im Anschluss gewann. Weitere Stürze wie jener des Franzosen Dante Rezze veranlassten die Organisatoren jedoch dazu im nachfolgenden Jahr die deutlich anspruchsvollere Westauffahrt zu nutzen.
Die erste Auffahrt von Mazzo di Valtellina erfolgte beim Giro d’Italia 1991 im Rahmen der 15. Etappe, die zwischen Morbegno und Aprica ausgetragen wurde. Obwohl der Mortirolopass bereits 50 Kilometer vor dem Ziel überquert wurde, nutzte der Gesamtführende Franco Chioccioli die steilen Rampen des Anstiegs, um sich von seinen Kontrahenten abzusetzen. Nach einem langen Solo gewann er die Etappe mit einem Vorsprung von 32 Sekunden und legte so den Grundstein für seinen Gesamtsieg.
Im Jahr 1994 war es der 24-jährige Marco Pantani, der im Anstieg des Mortirolo angriff und sich von dem Spanier Miguel Indurain absetzte, der die beiden vorangegangenen Austragungen des Giro d’Italia gewonnen hatte. Marco Pantani holte noch vor der Passhöhe des Mortirolo alle Fahrer der Ausreißergruppe ein. Er absolvierte die im Schnitt rund 11 % steile Westauffahrt mit einer durchschnittlichen Geschwindigkeit von etwa 17 km/h und war somit vier Minuten schneller als Franco Chioccioli drei Jahre zuvor. Nachdem sich Marco Pantani nach der Abfahrt wieder einholen ließ, griff er im nachfolgenden Anstieg von Santa Cristina erneut an und gewann die Etappe mit einem Vorsprung von rund drei Minuten vor seinem Landsmann Claudio Chiappucci. In der Gesamtwertung rückte Marco Pantani auf den zweiten Platz vor und legte somit den Grundstein für seinen ersten Grand-Tour-Podestplatz.
In den Jahren 1996, 1997 und 1999 wurde der Passo del Mortirolo stets als entscheidender Anstieg der vorletzten Etappe befahren. Im Jahr 1996 setzten sich Ivan Gotti und Pavel Tonkov in der Steigung des Passo del Mortirolo vom gesamtführenden Spanier Abraham Olano ab, der die Maglia Rosa einen Tag vor dem Ende der Rundfahrt abgeben musste. Während Ivan Gotti über die Passhöhe führte und im Anschluss auch die Etappe ein Aprica gewann, sicherte sich Pavel Tonkov seinen ersten und einzigen Gesamtsieg beim Giro d’Italia. Ein Jahr später führte der Italiener Wladimir Belli über den Passo del Mortirolo, wobei der diesmal gesamtführende Ivan Gotti und Pavel Tonkov den Pass an dessen Hinterrad überquerten. Ivan Gotti ging als Gesamtsieger des Giro d’Italia hervor, während sich Pavel Tonkov den Etappensieg sicherte. Im Jahr 1999 girff Ivan Gotti erneut im Anstieg des Passo del Mortirolo an und distanzierte den in Rosa fahrenden Paolo Savoldelli. Mit 41 Minuten und 42 Sekunden absolvierte Ivan Gotti die Westauffahrt damals gemeinsam mit Roberto Heras und Gilberto Simoni in einer Rekordzeit und feierte tags drauf seinen zweiten Giro-d’Italia-Gesamtsieg.
Nach vierjähriger Abwesenheit kehrte der Mortirolopass im Jahr 2004 ins Programm der Italien-Rundfahrt zurück und stellte den ersten Anstieg der letzten Bergetappe dar, die nach der Überquerung des Passo del Vivione in Presolana zu Ende ging. Raffaele Illiano führte als erster Fahrer der Ausreißergruppe über die Passhöhe, wobei sich Fabian Wegmann als Zweiter sechs Punkte sicherte und so als erster Deutscher Fahrer die Bergwertung der Italien-Rundfahrt für sich entschied. Im Jahr 2006 führte Ivan Basso in der Maglia Rosa über den Passo del Mortirolo, ehe er mit dem Etappensieg in Aprica seinen ersten Giro-d’Italia-Gesamtsieg fixierte. Vier Jahre später setzte sich Ivan Basso im Anstieg des Mortirolo gemeinsam mit seinem jüngeren Teamkollegen Vincenzo Nibali und Michele Scarponi vom gesamtführenden Spanier David Arroyo ab und übernahm zwei Tage vor dem Ende der Rundfahrt die Maglia Rosa. Dazwischen war es der Spanier Antonio Colom der im Jahr 2008 in den Diensten von Alberto Contador über die Passhöhe des Mortirolo führte.

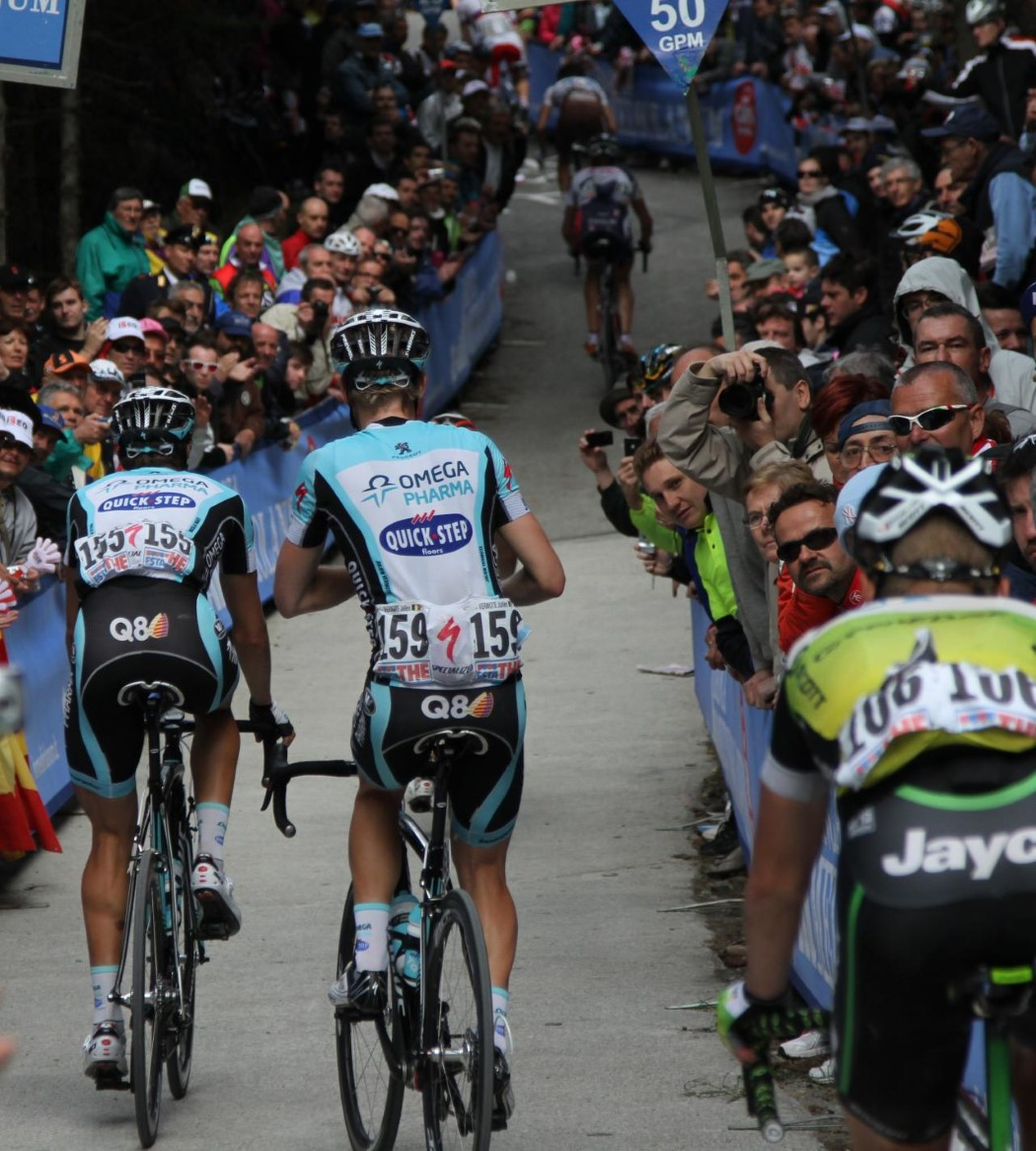
Der Passo del Mortirolo beim Giro d’Italia 2012

Beim Giro d’Italia 2012 wurden im Rahmen der 20. Etappe nur die ersten neun Kilometer der Westauffahrt befahren, ehe die Abfahrt bereits vor der Passhöhe in Richtung Grosio abzweigte. Die Bergwertung sicherte sich damals der Schweizer Oliver Zaugg.
Im Jahr 2015 fiel der gesamtführende Alberto Contador wenige Kilometer vor dem Einstieg in den Passo del Mortirolo aufgrund eines technischen Defekts zurück. Die Astana-Mannschaft forcierte daraufhin das Tempo für den Gesamtzweiten Fabio Aru und führte das Hauptfeld mit einem Vorsprung von 52 Sekunden in den Anstieg. In den steilen Rampen zerfiel das Peloton, wobei Alberto Contador seine Aufholjagd startete und einen Fahrer nach dem anderen einholte. An der Spitze konnte Fabio Aru unterdessen dem Tempo von Steven Kruijswijk nicht folgen, erhielt jedoch Unterstützung von seinem Teamkollegen Mikel Landa, der zu jenem Zeitpunkt auf dem vierten Rang der Gesamtwertung lag. Nach rund vier Kilometern schloss Alberto Contador zu Fabio Aru und Mikel Landa auf und forcierte kurz darauf das Tempo. Gemeinsam mit Mikel Landa, der nun seinen Kapitän zurückließ, schloss der zu dem führenden Steven Kruijswijk auf, der als erster Fahrer die Passhöhe erreichte. Mikel Landa gewann schlussendlich die Etappe und rückte auf den zweiten Gesamtrang vor, während Fabio Aru auf dem weiteren Weg nach Aprica fast drei Minuten verlor. Alberto Contador verteidigte die Maglia Rosa und gewann wenige Tage später seinen zweiten Giro d’Italia.
Bei der 100. Austragung des Giro d’Italia im Jahr 2017 wurde erstmals seit der Erstbefahrung im Jahr 1990 wieder die Ostauffahrt von Edolo genutzt, ehe das Stilfser Joch und der Umbrailpass überquert wurden. Der Spanier Luis León Sánchez führte damals über die Passhöhe. Im Jahr 2019 wurde erneut die Westauffahrt befahren, wobei der zuvor geplante Passo Gavia aus dem Programm genommen werden musste. Der Italiener Giulio Ciccone fuhr als erster Fahrer über die Passhöhe und gewann im Anschluss die Etappe in Ponte di Legno. Im Jahr 2022 erfolgte auf der 16. Etappe eine weitere Überquerung, wobei neuerlich die leichtere Ostauffahrt absolviert wurde. Der Niederländer Koen Bouwman führte über die Passhöhe, die jedoch bereits zur Hälfte der Etappe erreicht wurde. Im Jahr 2024 wurde der Passo del Mortirolo im Rahmen der 15. Etappe überquert. Die Passhöhe wurde dabei aus östlicher Richtung rund 50 Kilometer vor dem Ziel passiert, ehe die Strecke über den Passo di Foscagno und Passo d’Eira zur Bergstation des Mottolino-Lifts führt. Der Italiener Christian Scaroni führte über die Passhöhe, ehe der gesamtführende Tadej Pogačar die Etappe nach einem Solo über 15 Kilometer gewann. Der Passo del Mortirolo spielte dabei jedoch nur eine untergeordnete Rolle.
Beim Giro d’Italia 2025 wurde der Passo del Mortirolo erneut von der Ostseite befahren, ehe die 17. Etappe im rund 50 Kilometer entfernten Bormio zu Ende ging.
| Jahr  | Etappe     | Bergwertung  | Fahrer            | Auffahrt                   |
| ----- | ---------- | ------------ | ----------------- | -------------------------- |
| 1990  | 17. Etappe | GPM          | Leonardo Sierra   | Ost (Monno)                |
| 1991  | 15. Etappe | GPM          | Franco Chioccioli | West (Mazzo di Valtellina) |
| 1994  | 15. Etappe | GPM          | Marco Pantani     | West (Mazzo di Valtellina) |
| 1996  | 21. Etappe | GPM          | Ivan Gotti        | West (Mazzo di Valtellina) |
| 1997  | 21. Etappe | GPM          | Wladimir Belli    | West (Mazzo di Valtellina) |
| 1999  | 21. Etappe | GPM          | Ivan Gotti        | West (Mazzo di Valtellina) |
| 2004  | 19. Etappe | 1. Kategorie | Raffaele Illiano  | West (Mazzo di Valtellina) |
| 2006  | 20. Etappe | 1. Kategorie | Ivan Basso        | West (Mazzo di Valtellina) |
| 2008  | 20. Etappe | 1. Kategorie | Antonio Colom     | West (Mazzo di Valtellina) |
| 2010  | 19. Etappe | 1. Kategorie | Ivan Basso        | West (Mazzo di Valtellina) |
| 2012* | 20. Etappe | 1. Kategorie | Oliver Zaugg      | West (Tovo di Sant'Agata)  |
| 2015  | 16. Etappe | 1. Kategorie | Steven Kruijswijk | West (Mazzo di Valtellina) |
| 2017  | 16. Etappe | 1. Kategorie | Luis León Sánchez | Ost (Monno)                |
| 2019  | 16. Etappe | 1. Kategorie | Giulio Ciccone    | West (Mazzo di Valtellina) |
| 2022  | 16. Etappe | 1. Kategorie | Koen Bouwman      | Ost (Monno)                |
| 2024  | 15. Etappe | 1. Kategorie | Christian Scaroni | Ost (Monno)                |
| 2025  | 17. Etappe | 1. Kategorie | Afonso Eulálio    | Ost (Monno)                |

* Abnahme unterhalb der Passhöhe